# Euastrum incavatum
Euastrum incavatum là một loài Song tinh tảo trong họ Desmidiaceae, thuộc chi Euastrum.